# الکان ناتال ادلر
الکان ناتال ادلر (به انگلیسی: Elkan Nathan Adler) (متولد 1861 میلاد در انگلستان؛ درگذشت 1946 در لندن) جهانگرد و کلکسیونر آثار عبری، فارسیهود و تاجیکهود (یهودی تاجیکی) از یهودیان جامعهٔ ایرانی و بخارایی بود.